# هوهنگوهرن
هوهنگوهرن (به آلمانی: Hohengöhren) یک منطقهٔ مسکونی در آلمان است که در Schönhausen واقع شده‌است.
 هوهنگوهرن  ۴۴۵ نفر جمعیت دارد.